# 16757 Luoxiahong
16757 Luoxiahong este un asteroid din centura principală de asteroizi.

## Descriere
16757 Luoxiahong este un asteroid din centura principală de asteroizi. A fost descoperit pe 18 septembrie 1996 la Xinglong în cadrul programului Beijing Schmidt CCD Asteroid Program. Asteroidul prezintă o orbită caracterizată de o semiaxă mare de 2,79 ua, o excentricitate de 0,04 și o înclinație de 5,9° în raport cu ecliptica.